# Alfio Vitanza
Alfio Vitanza (Modena, 8 settembre 1955) è un batterista italiano.
Si trasferisce molto piccolo a Genova. Nel capoluogo ligure si appassiona alla musica e a soli 11 anni comincia a suonare la batteria.
Nel 1972, dopo aver inciso importanti album, forma il gruppo dei Latte e miele, gruppo rock progressivo con i quali rimane fino al 1980. Successivamente è il batterista di importanti cantautori, come Ivan Graziani e Antonello Venditti.
Negli anni ottanta collabora con Eugenio Finardi e Anna Oxa. Negli anni novanta entra a far parte dei New Trolls, con cui partecipa a quattro Festival di Sanremo.
Partecipa ad incisioni con Ornella Vanoni, Mina, Drupi e i Ricchi e Poveri  Ha lavorato come free lance a numerosi dischi, come batterista, corista e arrangiatore. .
Dal 2006 al 2010 fa parte dei  New Trolls.
Nel 2008 riforma i Latte e miele, con i quali partecipa a 2 tour in Giappone e Corea Fonda nel 2011 i The Beatbox tribute band dei Beatles con i quali suona fino al 2018.  Attualmente è ancora Manager e Produttore dei Beatbox che continuano ad esibirsi in tutto  il mondo. 

## Discografia
- 1972 - Passio secundum Mattheum - (Polydor, 2448 011)
- 1973 - Papillon - (Polydor, 2448015)
- 1976 - Aquile e scoiattoli - (Magma, MAL 01)
- 2008 - Live Tasting - (Aereostella - Edel Music, 0193582AER)
- 2009 - Marco Polo - Sogni e viaggi - (Edel Music)
- 2014 - Passio Secundum Mattheum - The Complete Work - (Black Widow)